# Conacul Oteteleșanu din Măgurele
Conacul Oteteleșanu din Măgurele face parte din „Ansamblul fostului conac Oteteleșanu”, înregistrat în actuala Listă a Monumentelor Istorice (LMI), sub codul IF-II-a-B-15294. Din ansamblu sunt clasate, în LMI, conacul, denumit „Conacul Oteteleșanu”, parcul, Biserica „Sfinții Împărați Constantin și Elena” și situl arheologic împreună cu vestigiile Mânăstirii Grindu. Conacul a fost atribuit Institutului de Fizică Atomică drept sediu la crearea sa în anul 1949; în deceniile următoare în jurul său s-au dezvoltat o serie de institute de cercetare care alcătuiesc Platforma Măgurele. Rămas în paragină odată cu strămutarea Institutului în clădiri mai adecvate activității de cercetare, clădirea a fost consolidată, restaurată și restituită patrimoniului național în anii 2010.
În prezent, Conacul Oteteleșanu se află în administrarea Institutului Național de Cercetare-Dezvoltare pentru Fizica Materialelor care a finalizat lucrările de reabilitare în anul 2019.

## Galerie Foto

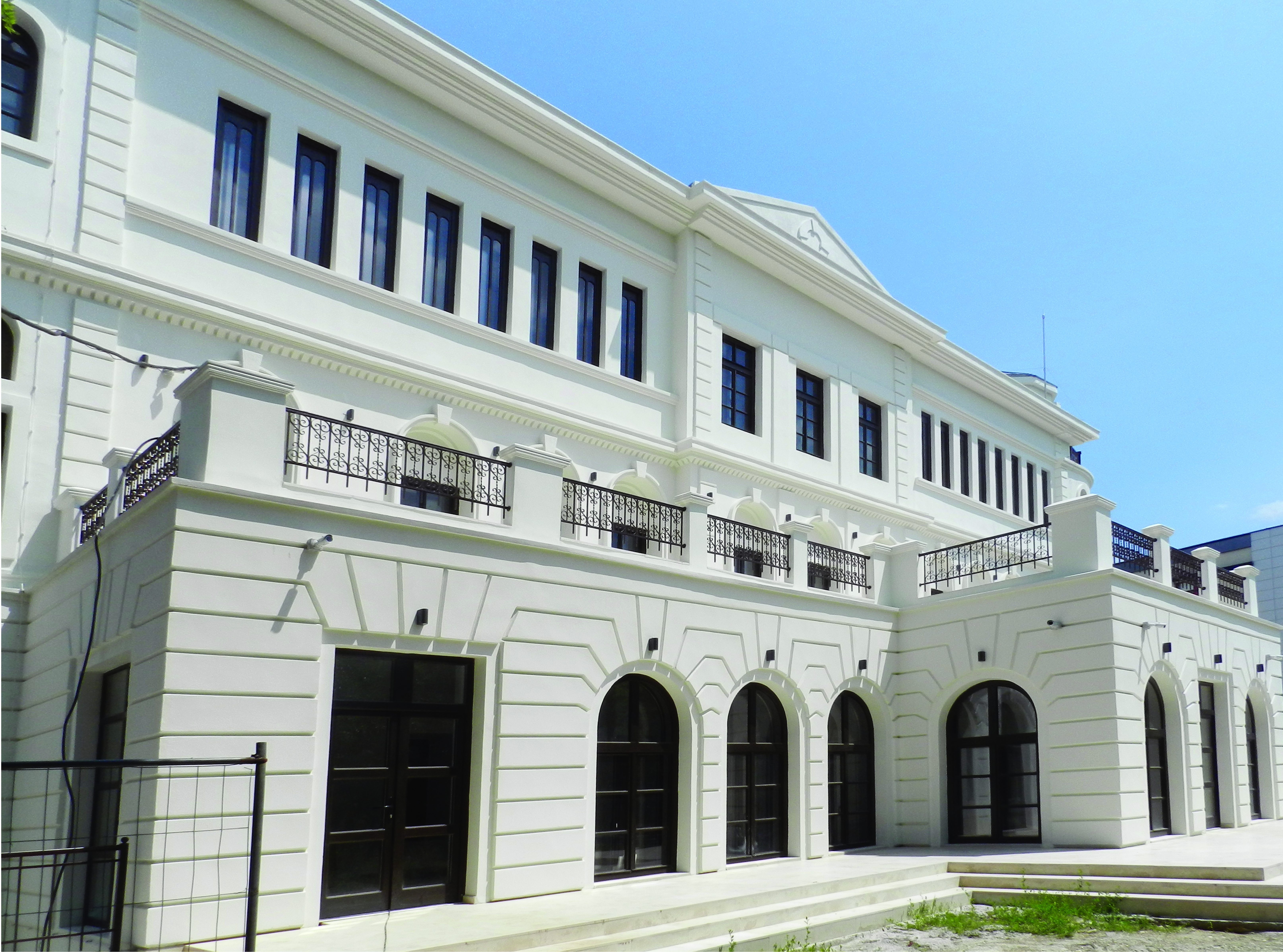
Conacul Oteteleșanu văzut din spate

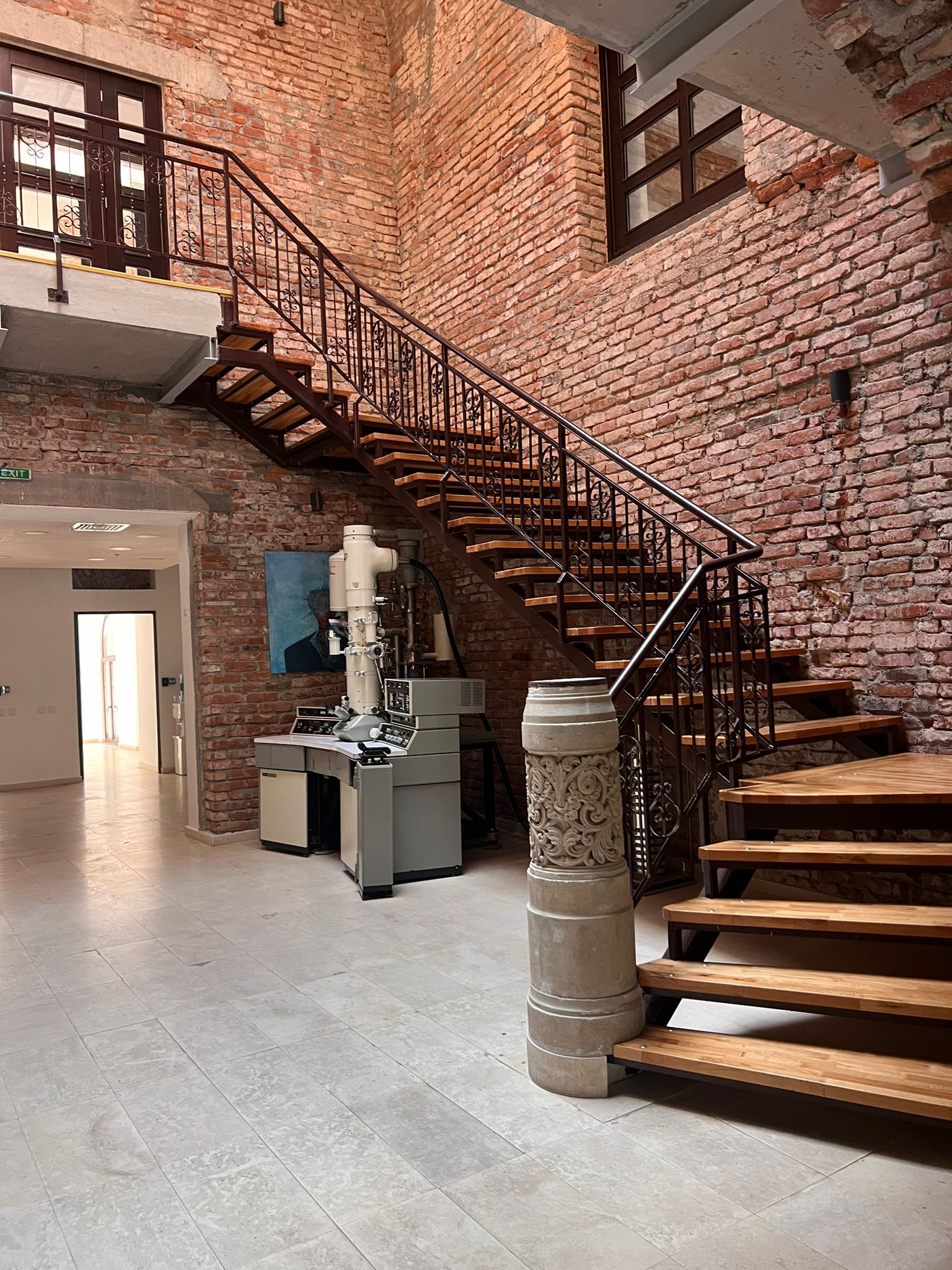
Scara principală din holul Conacului Oteteleșanu

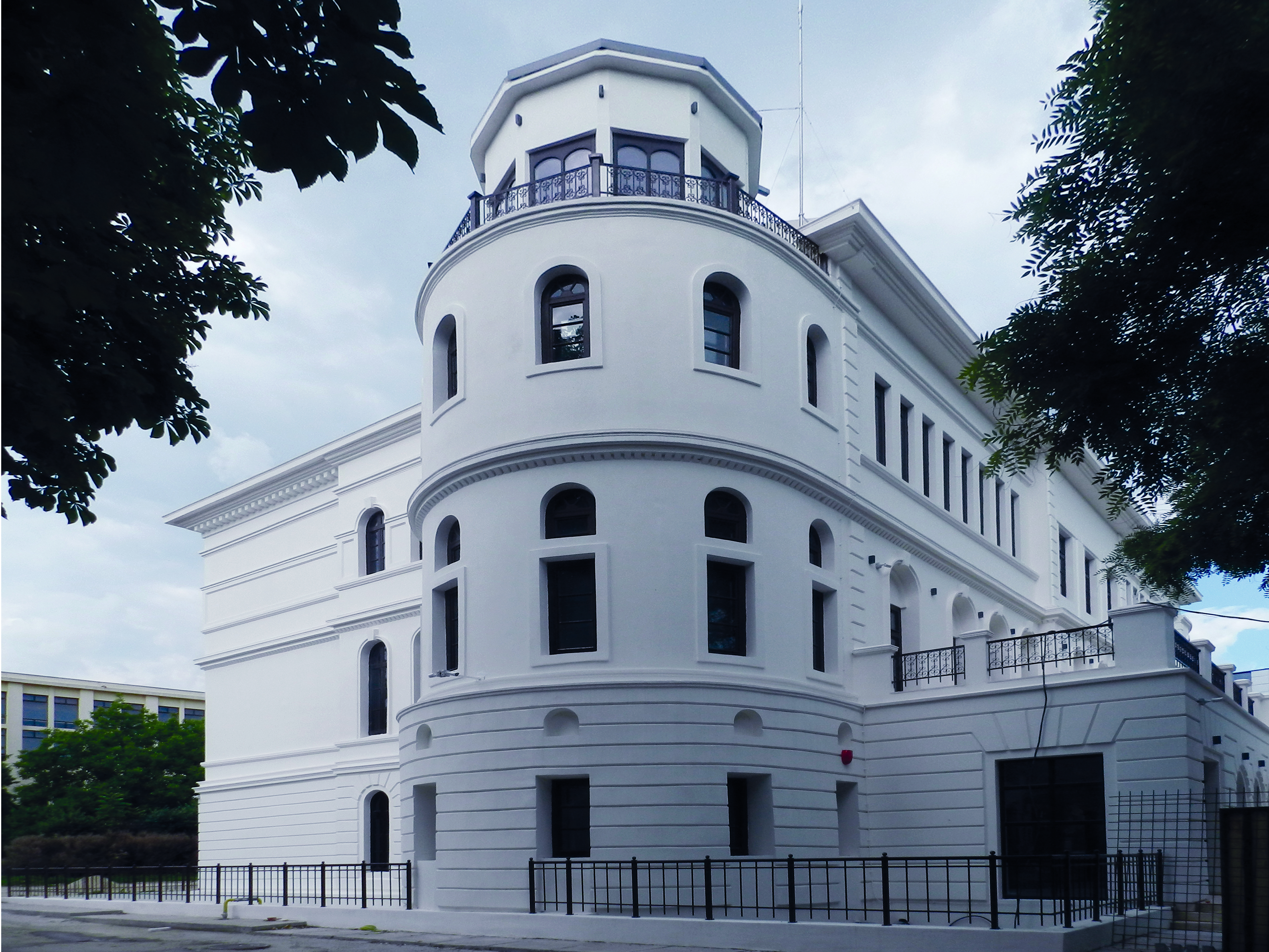
Conacul Oteteleșanu văzut din lateral